# ريبيكا وارد
ريبيكا وارد (بالإنجليزية: Rebecca Ward)‏ هي مبارزة بالسيف أمريكية، ولدت في 7 فبراير 1990 في غراند جنكشن في الولايات المتحدة.

## وصلات خارجية
- ريبيكا وارد على موقع الاتحاد الدولي للمبارزة (الإنجليزية)
- ريبيكا وارد على موقع اللجنة الأولمبية الدولية (الإنجليزية)
- ريبيكا وارد على موقع أوليمبيديا (الإنجليزية)
- ريبيكا وارد على موقع اللجنة الأولمبية والبارالمبية الأمريكية (الإنجليزية)